# Pangrapta roseinotata
Pangrapta roseinotata är en fjärilsart som beskrevs av Anthony C. Galsworthy 1997. Pangrapta roseinotata ingår i släktet Pangrapta och familjen nattflyn. Inga underarter finns listade i Catalogue of Life.